# Turgay Şeren
Turgay Sabit Şeren (ur. 15 maja 1932 w Ankarze, zm. 6 lipca 2016) – turecki piłkarz grający na pozycji bramkarza. W swojej karierze rozegrał 46 meczów w reprezentacji Turcji.

## Kariera klubowa
Przez całą swoją karierę piłkarską Turgay związany był z klubem Galatasaray SK. W sezonie 1946/1947 zadebiutował w nim w Istanbul Lig, a następnie grał w nim także w utworzonej w 1959 roku lidze tureckiej. W Galatasaray od 1947 do 1967 roku rozegrał 631 meczów. Z klubem tym czterokrotnie wygrywał Ligę Stambułu w latach 1949, 1955, 1956 i 1958. Dwukrotnie był mistrzem Turcji (1962 i 1963) oraz trzykrotnie wicemistrzem (1959, 1961 i 1966). Czterokrotnie wygrywał z Galatasaray Puchar Turcji (1963, 1964, 1965 i 1966), raz Superpuchar Turcji (1966) i dwukrotnie TSYD Kupası (1963, 1966). W latach 1960–1967 pełnił funkcję kapitana Galatasaray.

## Kariera reprezentacyjna
W reprezentacji Turcji Turgay zadebiutował 28 maja 1950 roku w wygranym 6:1 towarzyskim meczu z Iranem. W 1954 roku Turgay został powołany do kadry na mistrzostwa świata w Szwajcarii. Na tym turnieju rozegrał dwa mecze: z RFN (1:4) i z Koreą Południową (7:0). Od 1950 do 1966 roku rozegrał w kadrze narodowej 46 meczów.

## Kariera trenerska
Po zakończeniu kariery piłkarskiej Turgay został trenerem. W latach 1968–1969 prowadził Mersin İdman Yurdu, w latach 1969-1970 - Vefa SK, w latach 1970-1971 - Samsunspor, a w latach 1979-1980 - Galatasaray SK.